# 水泉镇 (突泉县)
水泉镇，是中华人民共和国内蒙古自治区兴安盟突泉县下辖的一个乡镇级行政单位。

## 行政区划
水泉镇下辖以下地区：
水泉村社区、水泉村、兴胜村、合发村、龙泉村、龙胜村、团结村、联合村、光辉村、小泡子村、德泉村、永泉村、胜泉村、胜久村和东风林场。